# Transplante capilar
Transplante ou implante capilar é uma técnica cirúrgica que consiste em remover cabelo de uma área doadora do paciente e transplantá-los para um local sem cabelos, inserindo fio por fio, mantendo preservadas as raízes. A duração desta cirurgia é aproximadamente de três a cinco horas e é realizada por meio de anestesia local. É utilizada em tratamentos de alopecia e calvície. A técnica é realizada com cabelos da própria pessoa, não existindo transplante entre duas pessoas.
A naturalidade do resultado final depende da forma como os fios são implantados. As unidades mais finas e delicadas devem ficar na linha de frente, bem próximas umas das outras e respeitando a direção natural de crescimento dos fios.

## Cirurgia
No centro cirúrgico, uma faixa de couro cabeludo é retirada das partes posterior e lateral da cabeça, onde os fios são mais resistentes e não caem com o passar do tempo. Essas regiões são fechadas, resultando em uma fina cicatriz coberta pelo cabelo é dividida por uma equipe especializada em finas unidades foliculares, contendo de um a quatro fios de cabelo cada. Simultaneamente ao preparo, outro grupo de médicos assistentes, juntamente com o cirurgião, implanta as unidades foliculares na área calva em pequenas incisões que não resultam em cicatrizes. Todo procedimento é feito com anestesia local associada a uma leve sedação e dura cerca de 5 horas. O paciente vai para casa no mesmo dia e pode retornar às suas atividades normais em até 2 dias. Os resultados são extremamente satisfatórios, definitivos e naturais.